# كلاوديو بورجي
كلاوديو بورجي دانيال بيدوس (بالإسبانية: klauðjo βoɾɣi)‏؛ ولد 28 سبتمبر 1964، الملقب ببيجي، هو لاعب كرة القدم أرجنتيني سابق.
لعب دورا نشيطا كلاعب ومدرب معظمها في الأرجنتين وشيلي.

## وصلات خارجية
- كلاوديو بورجي على موقع الاتحاد الدولي (مؤرشف)  (الإنجليزية)
- كلاوديو بورجي على موقع الاتحاد الأوربي (الإنجليزية)
- كلاوديو بورجي على موقع قاعدة بيانات كرة القدم.إي يو (الإنجليزية)
- كلاوديو بورجي على موقع ناشيونال فوتبول تيمز (الإنجليزية)
- (بالإسبانية) Futbol Factory profile (Archived)